# Ichoria tricincta
Ichoria tricincta är en fjärilsart som beskrevs av Herrich-Schäffer 1855. Ichoria tricincta ingår i släktet Ichoria och familjen björnspinnare. Inga underarter finns listade i Catalogue of Life.